# Паркетниковые
Паркетниковые (лат. Muraenolepididae) — семейство лучепёрых рыб отряда трескообразных. Распространены в морях Южного полушария. Максимальная длина тела представителей разных видов варьирует от 22,4 до 44,5 см.

## Описание
Тело ланцетовидной формы, покрыто циклоидной легко опадающей чешуёй. Продолговатые чешуйки располагаются под прямым углом друг к другу. На подбородке один усик. В первом спинном плавнике один или два луча. Во втором спинном плавнике 127—181 мягкий луч. В анальном плавнике 98—144 мягких лучей. Анальный и второй спинной плавник сливаются с хвостовым плавником. Пилорические придатки отсутствуют.

## Классификация
В составе семейства выделяют два рода с 9 видами:
- Muraenolepis Günther, 1880 — Паркетники[3] (8 видов)
- Notomuraenobathys Balushkin & Prirodina, 2010 — Глубоководные паркетники[4] (монотипический)